# Israel Singer
Israel Singer (* 29. Juli 1942 in Brooklyn, New York City) ist ein US-amerikanischer Politikwissenschaftler. Er war von 2001 bis 2007 Generalsekretär des Jüdischen Weltkongresses (WJC).

## Leben
Israel Singer wuchs als Sohn österreichischer Flüchtlinge in Brooklyn auf. Er lehrte Politikwissenschaften an der Universität von New York und von 1969 bis 1971 politische Theorien am Politik-Institut der Bar-Ilan-Universität in Israel.
Als Vorsitzender der World Jewish Restitution Organization führte er Verhandlungen zur Unterstützung von Holocaust-Überlebenden und kämpfte weltweit um die Erbschaften von Holocaust-Opfern. Er verhandelte auch mit Deutschland und Österreich über Renten und Entschädigungen für Überlebende.
Im Oktober 2001 wurde er zum Vorsitzenden des Jüdischen Weltkongresses (WJC) ernannt. 2002 wurde er zum Präsidenten der „Conference on Jewish Material Claims against Germany“, die „Jewish Claims Conference“ gewählt. Im Juni 2002 wurde er zum Vorsitzenden der IJCIC (International Jewish Committee for Interreligous Consaltations) ernannt.
Am 14. März 2007 wurde Singer im Zusammenhang mit Recherchen des Schweizer Journalisten Daniel Ganzfried vom Präsidenten des WJC Edgar M. Bronfman seiner Ämter enthoben. Bronfman beschuldigte Singer der jahrelangen Veruntreuung von Geldern des WJC. Auch Bronfman musste wenig später zurücktreten. 